# Aeroporto di Adalia
L'Aeroporto di Adalia (IATA: AYT, ICAO: LTAI) è un aeroporto che serve la città di Adalia e si trova a 13 km (8,1 miglia) a nord-est dal centro della città, in Turchia. L'aeroporto, di costruzione recente, è stato costruito per accogliere i milioni di passeggeri che arrivano alle spiagge della Turchia nella stagione estiva. Ha gestito quasi 19 milioni di passeggeri nel 2008, 16 milioni dei quali internazionali. L'aeroporto ha due terminal internazionali e un terminal riservato ai voli interni. Basato sulla proiezione dei dati dei mesi di punta (ad esempio, agosto 2009), attualmente ha una capacità di ospitare fino a 35 milioni di passeggeri/anno.
La costruzione del Terminal 1 è iniziata nel 1996 da Bayindir Holding, il terminal è stato inaugurato il 1º aprile 1998. Nel 1999 Fraport AG e Bayindir Holding hanno firmato una joint venture. Il Terminal 1 è gestito dalla Fraport AG, il Terminal 2 è gestito dalla società Celebi.
Nel 2002 è stato classificato come l'84º aeroporto più frequentato di tutto il mondo e il 25º in Europa. 
Nel 2003 l'aeroporto ha gestito ha 10 milioni di passeggeri, con un incremento del 78% rispetto al 1998. 
L'aeroporto serve circa il 40% di tutti i turisti che arrivano in Turchia per via aerea. 
Il numero di personale presso l'aeroporto è di quasi 2000 persone. 
Secondo l'ACI (Airport Council International) è uno dei 100 aeroporti più grandi del mondo dal 2001
Secondo l'ACI (Airport Council International) è il secondo aeroporto più attivo del Mediterraneo dopo Maiorca. 
Secondo l'ACI (Airport Council International) nel 2005 l'aeroporto era il 30º più grande al mondo.
Nel 2007, l'aeroporto di Antalia è stato il 25º aeroporto europeo con 17.795.523 passeggeri, con un incremento del 20,5% rispetto al 2006. 
Nel 2008 e nel 2009 è stato uno dei primi 30 aeroporti del mondo per il traffico internazionale.
Partendo da Adalia, le mete internazionali più gettonate sono Düsseldorf, Stoccarda e Hannover.